# Omar Belhouchet
Omar Belhouchet (Arabisch: عمر بلهوشات) (Sétif, 9 februari 1954) is een Algerijns journalist.

## Levensloop
Belhouchet studeerde economie aan de Universiteit van Algiers. Daarna begon hij een journalistieke loopbaan bij de regionale krant La République in Oran. Vervolgens werkte hij voor het nieuwsagentschap Algérie Presse Service, het weekblad Unit en de staatskrant El Moudjahid. In 1990 was hij een van de oprichters van het Franstalige dagblad El Watan.
Begin 1993, kort nadat het leger de parlementsverkiezingen had afgelast om de overwinning van het Front Islamique du Salut te voorkomen en ten tijde van de Algerijnse Burgeroorlog (1991-2002), werd de uitgifte van El Watan stopgezet en werd Belhouchet gedurende een week gevangengenomen. De aanklacht tegen hem luidde, dat hij foutieve informatie had gepubliceerd die de veiligheid en eenheid van het land in gevaar bracht. Het betrof berichtgeving over een rapport van de moord van vijf politiemensen door islamitische fundamentalisten. In het vervolg van 1993 tot 1997 werd tegen Belhouchet in totaal 30 maal vervolging ingesteld. In deze jaren ontving hij meer dan 100 doodsbedreigingen.
Op 17 mei 1993 ontkwam hij aan een aanslag, waarvan later bleek dat het de eerste zou worden uit een serie aanslagen die op Algerijnse journalisten werd gepleegd. In deze tijd ontvingen journalisten en hun gezinsleden dagelijks thuis en op het werk dreigementen, waardoor hun werk bijna onmogelijk werd gemaakt. Toen de aanslag op Belhouchet werd gepleegd, bracht hij net zijn kinderen met de auto naar school. Tussen 1993 en 1996 werden 60 journalisten vermoord; rond 200 journalisten ontvluchtten het land.
In oktober 1993 werd Belhouchet veroordeeld tot een jaar gevangenisstraf op grond van het publiceren van smaad over het juridische systeem. Zijn straf werd uitgesteld tijdens zijn hoger beroep. Deze straf zat hij anno 1997 uit.
De edities van El Watan op 24 april en 7 mei 1996 werden niet uitgebracht, omdat dit werd geweigerd door de staatsdrukkerij. In oktober 1998 legde de drukkerij de uitgave gedurende een maand stil, onder het mom van openstaande schulden. De krant had kort ervoor artikelen uitgebracht die kritisch stonden tegenover een voormalig adviseur van president Liamine Zéroual en de minister van justitie. Het artikel had hen beschuldigd van corruptie en misbruik van macht. Het stilleggen van de persen kwam echter nadat er een mondeling akkoord was bereikt over de achterstallige betaling.

## Onderscheiding
In 1993 won Belhouchet de Internationale Persvrijheidsprijs van de Committee to Protect Journalists. In 1994 werd Belhouchet onderscheiden met de Gouden Pen van de Vrijheid van de World Association of Newspapers.
Zelf richtte hij enkele jaren later, in 1997, het Algerijnse Comité voor de Bescherming van Persvrijheid op. In 2000 werd hij door het International Press Institute geroemd als een van de 50 Heroes of World Press Freedom.